# Greenwood, Louisiana
Greenwood är en ort i Caddo Parish i delstaten Louisiana, USA.